# Farington
Ne doit pas être confondu avec Faringdon.
Farington est un village et une paroisse civile située dans le Lancashire en Angleterre.
Sa population était de 6 674 habitants en 2011.